# Eckart Würzner
Eckart Würzner (Goslar, 10 ottobre 1961) è un politico tedesco, sindaco di Heidelberg dal 14 dicembre 2006.

## Biografia
Eckart Würzner è stato eletto per la prima volta alla carica di sindaco della città di Heidelberg nelle elezioni comunali tenute nel 2006, prendendo possesso dell'ufficio il 13 dicembre dello stesso anno. Il 19 ottobre 2014 è stato riconfermato nella carica di sindaco per un secondo mandato.